# Ґальфред Оттарсон
Ґальфред Оттарсон (967–1007) — королівський скальд. Мав прізвисько Важкий Скальд. Збереглись окремі віси його праць.

У своїх працях вісами Ґальфреда Оттарсона користувалися Одд Сноррасон (ісл. Oddur Snorrason), Ґуннлауґ Лейвсон, Сноррі Стурлусон.